# Calea ferată București–Galați–Roman
Calea ferată București–Galați–Roman este o cale ferată principală în România. Ea traversează partea de est a țării, pornind din capitala București și mergând spre nord prin regiunile Muntenia și Moldova.

## Istoric
După Unirea Principatelor Moldova și Muntenia în anul 1859, Guvernele României și-au stabilit ca obiectiv economic reducerea stadiului de înapoiere a țării - care se afla încă sub suveranitatea otomană - prin construcția de căi ferate. Acestea trebuiau să conecteze cele mai mari orașe ale țării. Din București au fost planificate două linii principale; una către vest până la granița cu Regatul Ungariei și o alta către nord în Moldova. În 1868 antreprenorul germano-evreu Bethel Henry Strousberg a primit concesiunea pentru construirea celor două căi ferate planificate și în același an a început lucrările.
Calea ferată a traversat în principal terenuri plate. Totuși, construcția a fost dificilă pe alocuri din cauza prezenței a numeroase râuri, care a dus la modificarea frecventă a traseului și realizarea unor poduri costisitoare, prin defrișarea necontrolată a Câmpiei Române. Din cauza condițiilor proaste de transport, șinele și alte materiale de construcții au fost aduse prin porturile dunărene Brăila și Galați. Muncitorii calificați au venit în principal din străinătate.
Până în 1870, consorțiul Strousberg a finalizat aproximativ trei sferturi din calea ferată și a pus în exploatare acele tronsoane. Costurile neașteptat de mari, problemele juridice în achiziționarea de terenuri și evoluția greoaie ca urmare a necesității de asanare a terenurilor și de construirea unor poduri au dus la apariția unor litigii între consorțiu și statul român.
În anul 1871, guvernul român i-a retras lui Strousberg dreptul de concesiune pentru construirea și exploatarea căii ferate. Acestea au fost achiziționate de către societatea "Rumänischen Eisenbahngesellschaft AG" aflată sub controlul bancherilor Gerson Bleichröder și Adolph von Hansemann.
La 13 septembrie 1872 a fost inaugurată întreaga linie de cale ferată; cu toate acestea s-au mai efectuat lucrări până în 1875. În 1880 calea ferată a fost preluată de către nou-înființata companie feroviară română de stat CFR.
Tronsonul de la București spre Ploiești a fost dublat în anul 1909, el fiind al doilea tronson de cale ferată dublă din România, după secțiunea Iași - Lețcani.

## Situație actuală

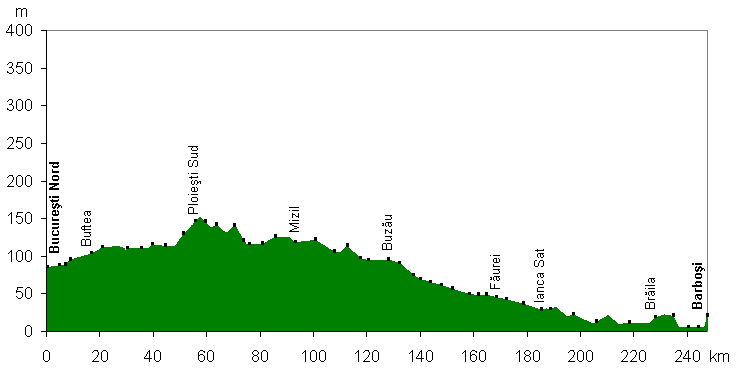
Profilul la înălțime al tronsonului București–Barboși

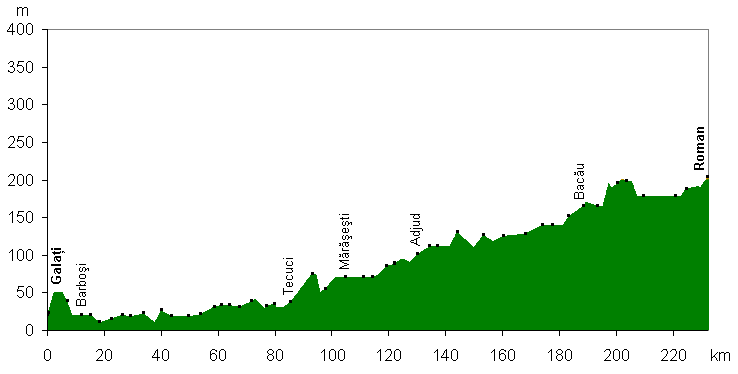
Profilul la înălțime al tronsonului Galați–Roman

Întreaga cale ferată este cu linie dublă și electrificată cu curent alternativ (25 kV, 50 Hz). Ea este intens frecventată atât de trenuri de călători, cât și de trenuri de marfă. În prezent, trenurile de persoane nu mai circulă pe întregul traseu, deoarece au fost construite ulterior alte căi ferate care scurtează distanța dintre București și Roman (de exemplu Buzău–Mărășești).